# Meša Selimović
Mehmed Meša Selimović (Tuzla, Bòsnia i Hercegovina, 26 d'abril de 1910 — Belgrad, Sèrbia, 11 de juliol de 1982) va ser un dels més destacats escriptors al territori iugoslau després de la Segona Guerra Mundial, destacant-ne la seua obra Derviš i smrt.
Va acabar els seus estudis a Belgrad, on va ser estudiant de Filologia serbocroata. Va ser el membre de l'Acadèmia Sèrbia de Ciències i Arts. Des de 1977 estava instal·lat a Belgrad, on va morir.
Eln premi Meša Selimović es dona cada any des de l'any 1988 a la millor novel·la sèrbia.

## Obres
Les seves obres més destacades són:
- Uvrijeđeni čovek (1947)
- Prva četa (1950)
- Tuđa zemlja (1957)
- Tišine (1961)
- Tuđa zemlja (1962)
- Magla i mjesečina (1965)
- Derviš i smrt (1966)
- Tvrđava (1970)
- Ostrvo (1974)
- Sjećanja (1976)
- Krug (1983)

La novel·la Derviš i smrt va tenir unes crítiques positives des del primer moment de la seva existència, i Selimović va dedicar-se-la a la seva muller Darka. Alguns van pensar que hi havia una relació tematica entre Derviš i smrt i la novel·la de Franz Kafka, El procés. Els escriptors de Bòsnia i Hercegovina van suggerir Selimović pel Premi Nobel de Literatura.